# Poesia cimiteriale

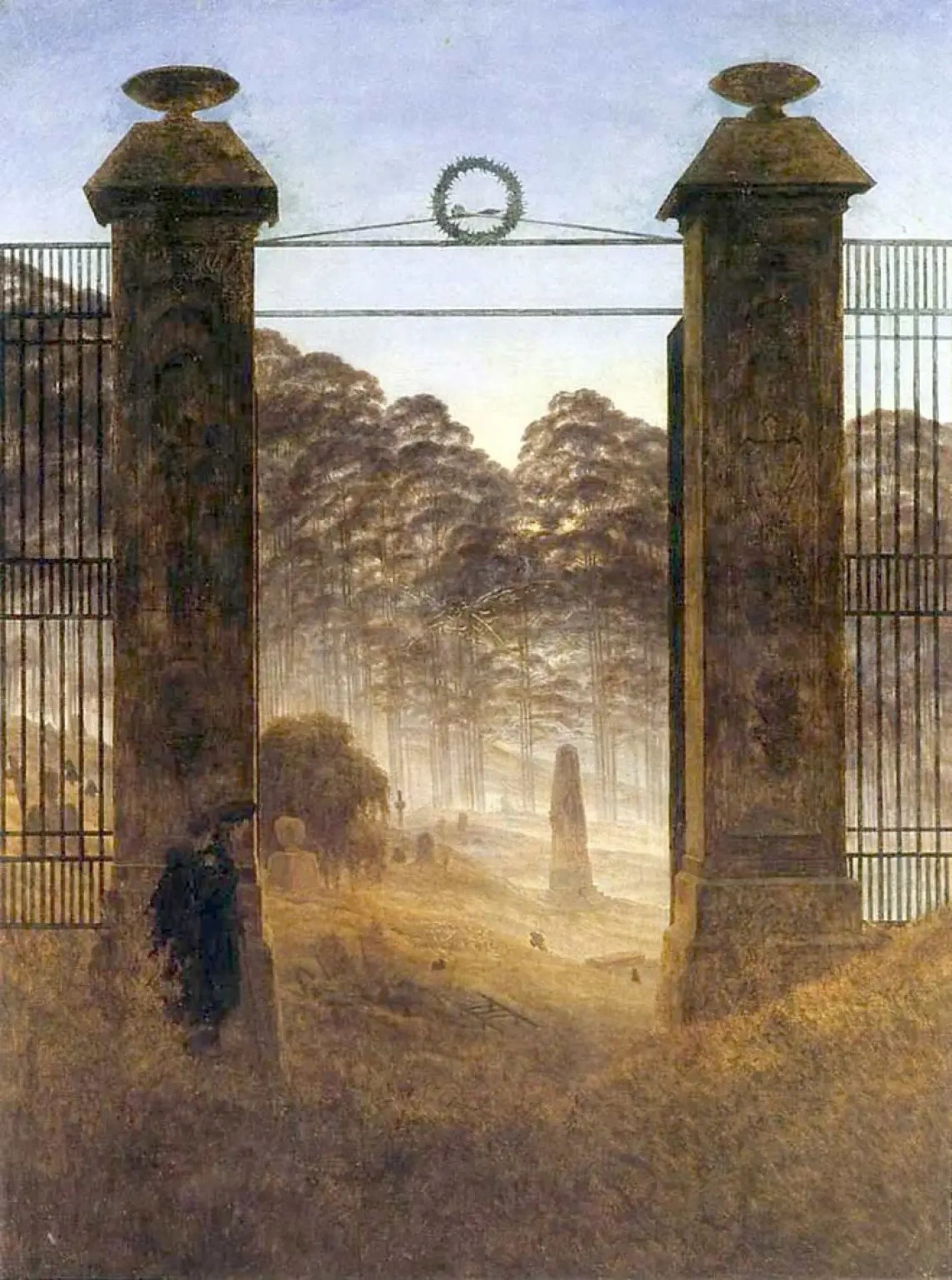
Caspar David Friedrich, Ingresso del cimitero, Galerie Neue Meister, Dresda

La poesia cimiteriale o poesia sepolcrale è una particolare tendenza poetica nata in ambito inglese nel preromanticismo, che dall'inizio alla fine del XVIII secolo è incarnata in una serie di poeti animati da un gusto e da una sensibilità patetica per le tematiche della morte, del sonno e della notte, con spunti di vero e proprio compiacimento macabro, in paragone con il quasi contemporaneo fenomeno del romanzo gotico.
In tutti questi poeti sono presenti alcuni "tòpoi" materiali che permettono di accostare l'uno all'altro: notte, spettri, cimiteri/tombe, suono di campane, uccelli notturni.
Questo tipo di poesia, nata quale corrente originale e a sé stante, finisce per identificarsi con la poesia preromantica, di cui però fu solo l'ispiratrice. 

## Le caratteristiche e gli autori
Il primo rappresentante è considerato Thomas Parnell.
Alla scuola cimiteriale appartenevano autori accomunati dalla riflessione sulla fugacità dell'esistenza e per lo più caratterizzati da atmosfere crepuscolari, i più noti dei quali furono il citato Thomas Parnell con A Night-Piece on Death (prima opera di questo genere), Thomas Gray col celeberrimo Elegy Written in a Country Churchyard del 1751, Robert Blair con il suo The Grave del 1743, William Collins, James Hervey, con le sue "Meditations among the tombs" in prosa, il Reverendo Anthony Moore of Cornwall (1727-1760), autore di un Soliloquy written in a Country Churchyard, a imitazione di Gray, e di una Elegy written among the Ruins of a Nobleman's Seat in Cornwall, e soprattutto Edward Young con Night Thoughts del 1742, il primo esponente importante di rilievo europeo accanto al Gray. 
James MacPherson può essere accostato solo in parte a questi poeti, poiché il suo intento principale è di nobilitare la poesia bardita, in contrasto con i classici epici del Mediterraneo. Egli tuttavia, nei suoi Canti di Ossian, recupera tematiche di sepolcrali precedenti, come Gray e Young, ed è capace di creare qualcosa di originale, che non ha precedenti nella poesia mondiale. La visione di spettri, di tombe in rovina, i lugubri paesaggi notturni delle Highlands, il senso del vanificarsi di tutte le cose (temi tipici della poesia sepolcrale) sono uniti in un tessuto epico di grande patetismo preromantico. Frequentissimi i canti funebri in onore degli eroi morti in battaglia: su tutti la Morte di Cucullino, l'eroe-simbolo di Erina (Irlanda) e il Minvana, in cui si compiange la morte del giovanissimo Rino, figlio di Fingal, re di Morven (Caledonia).

## Influenza in ambito europeo e italiano in particolare
In Italia, nella seconda metà del XVIII secolo, grazie alla mediazione delle traduzioni francesi (famose le traduzioni di Hervey e Young operate da Le Tourneur), i poeti sepolcrali inglesi arrivano a essere molto conosciuti e apprezzati. I Night Thoughts di Young sono tradotti nel 1770, col titolo evocativo de Le Notti, dall'abate Alberti in prosa poetica e magnificamente in endecasillabi sciolti dal senese Giuseppe Bottoni, che provocò molto sconcerto nel vecchio Metastasio quando gliene inviò copia perché la giudicasse. Del 1776 è la traduzione, ancora in prosa poetica, di Lodovico Antonio Loschi. Angelo Mazza traduce in sciolti Thomas Parnell, dando alle stampe il Canto notturno. La Elegy di Thomas Gray è tradotta dal Cesarotti in sciolti (1772) e dal Torelli in quartine (1776). È peraltro di Melchiorre Cesarotti la più famosa versione italiana dell'Ossian (1763), versione ritenuta da alcuni addirittura superiore all'originale, checché ne dicessero altri contemporanei stranieri, con riguardo soprattutto al problema della lingua. 
Sulla scorta di queste traduzioni, ma talora con evidenti contaminazioni dantesche e col contributo di certa poesia seicentesca, alcuni poeti preromantici scrissero opere di chiara ascendenza cimiteriale. Esse si ritrovano in Alfonso Varano (autore di alcune "Visioni" a contenuto edificante), Ugo Foscolo, con alcune sue poesie giovanili: In morte di Amaritte, Le Rimembranze, entrambe elegie in terzine nei cui versi spicca l'immagine di Young che piange sul corpo di Narcisa (compianta dal poeta inglese nella terza delle sue Notti). Altri versi sepolcrali del Foscolo sono In morte del duca di G.C., nonché tutte le poesie scritte in morte del padre, Andrea Foscolo. Nota il Carducci: In tutte coteste o meditazioni o elegie o poesie intime, sciolte e rimate... spesseggia assai vistosamente la gufaggine sepolcrale di Young. (Giosuè Carducci, Adolescenza e gioventù poetica di Ugo Foscolo, nella Domenica letteraria del 2 luglio 1882). Meno sepolcrale di tutte, al contrario di quanto si possa pensare, è il celebre carme Dei Sepolcri, mentre risonanze di Gray si trovano in passi di prosa delle Ultime lettere di Jacopo Ortis. Echi di poesia cimiteriale si ritrovano anche nel classicista Vincenzo Monti: Aristodemo. In questa tragedia possiamo lungamente ammirare un Aristodemo-Young che si lamenta presso la tomba della figlia Dirce-Narcisa, il cui orrido spettro, peraltro, perseguita le notti colme di rimorsi dello sciagurato re di Messene. 
Ma il vero fondatore della poesia cimiteriale in Italia fu Ippolito Pindemonte con I Cimiteri (incompiuto, dalle discussioni con Foscolo riguardo all'editto di Saint-Cloud, Pindemonte trasse questo poemetto, e Foscolo I Sepolcri, dedicati proprio al Pindemonte), I Sepolcri (opera scritta in risposta critica agli omonimi Sepolcri di Foscolo e a lui dedicata, in qualche passo della quale si può forse individuare una conoscenza del The Grave, dello scozzese Robert Blair) e il Lamento di Aristo in morte di Giuseppe Torelli. La vena cimiteriale di Pindemonte tuttavia, più che dal Young, recupera molto dal Gray (ma anche dal Parnell) e dalla loro soffice malinconia. In Pindemonte, più che immagini tetre e inquietanti alla Young, troviamo paesaggi colmi di quiete, dove il tempo sembra fermarsi in un istante particolare e rifiutarsi di avanzare per dare adito alla vita. Le reminiscenze di Young emergono solo in alcuni passi dei Cimiteri, con suggestioni ossianiche e alla maniera della Bassvilliana del citato Vincenzo Monti, poema "dantesco" del poeta neoclassico che peraltro detestava invece le suggestioni cupe e troppo cimiteriali dei componimenti romantici nordici. Dai versi del Pindemonte si sente spirare più un dolce senso di malinconia (si veda La melanconia e la descrizione data dal Foscolo del verso pindemontiano: "la mesta armonia che lo governa"; una malinconia che è certo crepuscolare, ma ancora fortemente arcadica. Per questa sua vena malinconica Pindemonte è stato definito il poeta "più romantico dei preromantici". 
Della sensibilità cimiteriale più patetica e orrorosa (quindi alla Young), in aperto contrasto con l'Arcadia di cui pure era socio, fu invece campione Ambrogio Viale, il Solitario delle Alpi (Cervo Ligure 1769 - Ibidem 1805), che sul finire del XVIII secolo diede alle stampe vari componimenti che recuperavano molto dall'esempio di Ossian e di Young, ma anche di Dante. Visionario dall'animo sconvolto, dedito a volontari esili nelle alpestri solitudini delle montagne dell'entroterra di Cervo, poi di Torino e Genova dove abitò a lungo, il Viale è capace di creare immagini da vero film dell'orrore, per la sconvolgente modernità e scioltezza della creazione. Nel poemetto Erminda, per esempio, egli immagina che i cadaveri abbandonati nel fondo della rupe della dimenticanza si animino all'improvviso e si uniscano a formare un essere orrendo e gigantesco che parla della caducità delle cose terrene. Per le opere di questo poeta oggi quasi del tutto dimenticato si vedano: Canti del Solitario delle Alpi (Genova, 1792), Versi del Solitario delle Alpi (Torino, 1793) e Rime del Solitario delle Alpi (Genova, 1794). La vita e le opere principali di Viale sono state raccolte nel testo di Claudio Brachino Ambrogio Viale 1769-1805 (2005).
Vittorio Alfieri, attento lettore di Melchiorre Cesarotti (e di conseguenza di Ossian e di Gray), fu egli stesso talvolta poeta cimiteriale in alcune tragedie e sonetti ove si compiace di descrivere tombe e chiese abbandonate ("Cerco talor sotto le arcate volte / D’antico tempio, ove d’avelli abbonde, / Se alcun par d’alti amanti un sasso asconde, / E tosto ivi entro le luci ho sepolte..."), così come Alessandro Verri e il Parini (Dialogo sopra la nobiltà).
Altri poeti italiani che nel XVIII secolo si ispirarono alle opere dei sepolcrali inglesi furono Giuseppe Luigi Pellegrini (La Tomba, In morte di Amaritte), l'arcade Giovanni Fantoni (Notti, Idilli), Bernardo Laviosa (Canti melanconici), il parmense Prospero Valeriano Manara, Aurelio de' Giorgi Bertola e Andrea Rubbi (Il Bello Sepolcrale). L'opera del Rubbi (che è del 1796) è interessante, poiché il poeta immagina di trovarsi nel cimitero di Bergamo e di prendere a guida prima Young e poi Hervey, che gli appaiono sotto forma di ombre. Da qui si comprende come ormai, sul finire del secolo, i protagonisti della scuola cimiteriale non siano più solo meri autori di opere letterarie, ma (come Virgilio per Dante), assurgano addirittura a simbolo, simbolo qui di una nuova sensibilità poetica che si va affermando. 
Questa assunzione di una veste meta-letteraria dei poeti cimiteriali, cioè di materiale a cui attingere per fare nuova letteratura, è testimoniata anche nella pittura. Si pensi al quadro del Vafflard: Edward Young nell'atto di trasportare sua figlia morta. In quest'ambito artistico, da un punto di vista più d'insieme, sono da segnalare alcuni quadri a sfondo cimiteriale del grande Caspar David Friedrich.

Più tardi, e solo per la terminologia e le immagini talora usate per esprimere la sua filosofia negativa, fu poeta sepolcrale Giacomo Leopardi: Sopra il ritratto di una bella donna scolpito nel monumento sepolcrale della medesima e Sopra un bassorilievo antico sepolcrale. Così pure Giovanni Pascoli e Gabriele D'Annunzio utilizzano l'espediente retorico cimiteriale, ma anche Heinrich Heine, Théophile Gautier, Goethe e Gustave Flaubert (alcuni passi di Novembre): 
Là, disteso e avvolto nel sudario, le braccia incrociate sul petto, i secoli passano senza disturbare più del vento che scivola sull'erba. Quante volte ho contemplato, nelle cappelle delle cattedrali, le lunghe statue di pietra coricate sulle tombe! La loro pace è così profonda che la vita quaggiù non offre nulla di simile. Esse hanno sulle loro fredde labbra come un sorriso salito dal fondo della tomba; si direbbe che dormano, che assaporino la morte.»
Senz'altro tributario della tradizione sepolcrale è Edgar Allan Poe, con la sua opera macabra a tal punto disseminata di cimiteri, sepolture e cadaveri. Nel racconto La sepoltura prematura, il protagonista, trattosi fuori dalla sua orribile esperienza promette solennemente a sé stesso di non leggere mai più i Night Thoughts e altre opere sui cimiteri. Nella poesia di Poe il tema cimiteriale si sublima fino ad assumere connotati visionari e melodrammatici. Il verme vincitore si può in effetti considerare come l'estrema propaggine della poesia sepolcrale settecentesca. 
Si possono accomunare ad essi anche alcuni Scapigliati, e i più tardi Howard Phillips Lovecraft con alcune delle sue poesie e Edgar Lee Masters con la sua Antologia di Spoon River (1916) da cui il cantautore Fabrizio De André ha anche tratto il suo album Non al denaro non all'amore né al cielo del 1971.

## Cultura di massa

### Musica
La poesia cimiteriale settecentesca, attraverso la suggestione del romanzo gotico, ma specialmente di Poe e di Masters, ha influenzato anche implicitamente la cultura popolare, ad esempio la musica.
- Fabrizio De André, in particolare il disco Non al denaro non all'amore né al cielo (1971), ma anche atmosfere presenti in altri album
- Baustelle, Monumentale, dall'album Fantasma (2013), contiene riferimenti a Foscolo ed è ispirata al cimitero Monumentale di Milano
- Suede, Night Thoughts (2016), disco ispirato all'omonima opera di Young